# Dreifarbenproblem
Das Dreifarbenproblem ist ein Entscheidungsproblem aus der Graphentheorie. Gefragt ist, ob die Knoten eines einfachen Graphen so mit drei Farben einfärbbar sind, dass zueinander benachbarte Knoten unterschiedliche Farben haben. Das Problem ist NP-vollständig.
Eine Verallgemeinerung ist das Färbungsproblem. Bekannt ist auch eine als Landkartenfärbungsproblem bekannte Variante.